# Шезел (Алије)
Шезел (фр. Chezelle) насеље је и општина у централној Француској у региону Оверња, у департману Алије која припада префектури Мулен.
По подацима из 2011. године у општини је живело 175 становника, а густина насељености је износила 23,87 становника/km². Општина се простире на површини од 7,33 km². Налази се на средњој надморској висини од 289 метара (максималној 344 m, а минималној 287 m).

## Демографија
| 1962. | 1968. | 1975. | 1982. | 1990. | 1999. | 2011. |
| ----- | ----- | ----- | ----- | ----- | ----- | ----- |
| 133   | 163   | 148   | 109   | 122   | 142   | 175   |

График промене броја становника у току последњих година